# 日本電信電話公社熊本サッカー部
日本電信電話公社熊本サッカー部（にほんでんしんでんわこうしゃくまもとサッカーぶ）は、かつて存在した日本のサッカークラブ。日本電信電話公社熊本電話局管内の同好会として1969年に創部した。その後、親会社の組織変遷などに合わせて名称もたびたび変更になった（経緯は下記を参照のこと）。日本プロサッカーリーグ（Jリーグ）に加盟するロアッソ熊本の母体となったクラブである。

## 略歴

### 熊本県リーグ
- 1969年、日本電信電話公社（電電公社）の熊本電話局管内の同好会として創部。
- 1970年、熊本県サッカーリーグ4部で優勝。
- 1971年、熊本県サッカーリーグ3部で優勝。
- 1972年、熊本県サッカーリーグ2部で優勝。
- 1982年、熊本県サッカーリーグ1部で優勝。九州各県リーグ決勝大会優勝。

### 九州リーグ
- 1983年、九州サッカーリーグへ昇格。
- 1985年、電電公社の民営化と日本電信電話（NTT）発足に伴って、NTT熊本サッカー部へ改称。
- 1988年、NTT九州サッカー部へ改称。
- 1991年、九州サッカーリーグ初優勝。
- 1994年、第49回国民体育大会に熊本県代表として単独出場。
- 1998年、全国社会人サッカー選手権大会で初優勝。なお、本州以外のチームで同大会初優勝となった。
- 1990年代は常に九州サッカーリーグで上位争いをし、5度の優勝を果たす。ライバルの東亜建設工業サッカー部とともに熊本県下の強豪として名を馳せた。
- 2000年、NTT熊本フットボールクラブへ改称。6度目の九州サッカーリーグ優勝。全国地域サッカーリーグ決勝大会は3位の成績。

### アルエット熊本
2001年（JFL）
1999年のNTTの持株分社化で、熊本県が西日本電信電話の管轄エリアに入ったことから、NTT西日本熊本フットボールクラブ（呼称はNTT西日本熊本）に改称。1月18日に日本フットボールリーグ（JFL）へ入会を申請し、1月25日に入会が決定した。3月にアルエット（Alouette、フランス語でヒバリ（熊本県の県鳥）の意味）を愛称とすると発表された。リーグ戦は16チーム中で8位。
2002年（JFL）
クラブチームに移行して、2月にアルエット熊本フットボールクラブ（呼称はアルエット熊本（Alouette Kumamoto））にチーム名が変更された。成績は18チーム中17位となり、最下位のプロフェソール宮崎FCとともに九州リーグに自動降格。
2003年（九州リーグ）
2003年、JFLへの再昇格を目指したが、沖縄かりゆしFCやヴォルカ鹿児島の後塵を拝し、リーグ戦は5位。
2004年（九州リーグ）
「熊本にJリーグチームを」というスローガンを掲げ、熊本県サッカー協会を中心にそれまであまり関心のなかった地元自治体の協力の下、「熊本にJリーグチームを」県民推進運動本部が発足される。なお、当時、実は地元自治体に対してJリーグ参入に向けた協力を依頼したが、内容等に折り合いが付かなかったようで結局断念した、という経緯があった。
その際に立ち上げられるJリーグ参入に向けての新チームの母体として、県内のチームで最も上位リーグに所属していたアルエット熊本が選ばれた。ちなみにアルエット熊本のままでの強化案も出ていたが、“面白みがない”、“新鮮味がない”という理由で却下され、前述の通り「作り直し」を前提とした形での新チーム案が採択された。
県民に関心を持ってもらおうと、地元紙熊本日日新聞の朝刊や夕刊の広告面に大々的に告知され、また、新聞に掲載されたものと同じ内容のポスターが熊本市のアーケード街を中心に貼られていく。これらの宣伝と同時に、同本部のホームページも立ち上げられた。この年、アルエット熊本は着実に力を盛り返し、九州サッカーリーグを4位で終了。全国社会人選手権への参加をもってアルエット熊本としての活動を終えた。
その後、アルエット熊本の選手も含めた新チームのメンバー選考が2度行われ、熊本県出身の選手は選ばれたものの、アルエット熊本の選手は誰一人選ばれなかった。なお、当時選ばれた、アルエット熊本では無い別クラブから移籍してきた選手の中で、過去にアルエット熊本に所属していた経歴を持つ選手は数名ほどいた。
大半の選手は鶴屋百貨店サッカー部などの県内のチームに移籍した。また、唯一採用が検討されていた藤田俊一は練習生として帯同していたが、その間に正式にオファーを出したヴォルカ鹿児島に移籍した。

### アスリートクラブ熊本の発足
2004年12月、プロサッカークラブの運営法人として株式会社アスリートクラブ熊本（AC熊本）が設立され、熊本県内の企業数十社から支援を受けた。チーム名は「熊本にJリーグチームを」県民推進運動本部による一般公募によってロッソ熊本に決定した（2008年よりロアッソ熊本へ名称変更）。なお、チーム名称を含めチームカラー・エンブレム・所属選手などが全て変わるなど、アルエット熊本からのチーム名変更は形式上のことであり、実際にはチームを丸ごと入れ替わった。また、元々の親会社であったNTT西日本熊本支店は、プロクラブ化以降は一スポンサーの立場となった。
AC熊本が運営するロアッソの創設年は2005年で、アルエット熊本とは別のチームとして見なされている。但し、アルエット熊本が九州サッカーリーグに参加していなければ、ロアッソが同リーグから参加することは規定上不可能（九州サッカーリーグ#九州サッカーリーグ昇格・県リーグ降格条件）であったため、形式上はアルエット熊本の後継クラブとして発足することとなった。なお、天皇杯全日本サッカー選手権大会のロアッソの出場回数はアルエット熊本時代からの通算である。

### アルエット熊本再結成
2016年、OBらにより「一般社団法人アルエット熊本フットボールクラブ」が再結成された。エンブレムは旧アルエットと同一のものを使用し、ジュニア・ジュニアユース・シニアの各カテゴリで活動している。

## 成績
| 年度 | 所属      | 試合 | 勝点 | 勝利 | 引分 | 敗北 | 得点 | 失点 | 得失 | 順位 | 天皇杯       | 監督       |
| ---- | --------- | ---- | ---- | ---- | ---- | ---- | ---- | ---- | ---- | ---- | ------------ | ---------- |
| 1982 | 熊本県1部 |      |      |      |      |      |      |      |      | 優勝 | 地区予選敗退 |            |
| 1983 | 九州      | 9    | 11   | 5    | 1    | 3    | 11   | 10   | +1   | 5位  | 地区予選敗退 |            |
| 1984 | 九州      | 9    | 6    | 2    | 5    | 5    | 10   | 17   | -7   | 8位  | 地区予選敗退 |            |
| 1985 | 九州      | 9    | 7    | 3    | 1    | 5    | 11   | 17   | -6   | 7位  | 地区予選敗退 |            |
| 1986 | 九州      | 9    | 10   | 4    | 2    | 3    | 8    | 11   | -3   | 5位  | 地区予選敗退 |            |
| 1987 | 九州      | 9    | 7    | 2    | 3    | 4    | 15   | 15   | 0    | 8位  | 地区予選敗退 |            |
| 1988 | 九州      | 9    | 6    | 2    | 2    | 5    | 7    | 14   | -7   | 9位  | 地区予選敗退 |            |
| 1989 | 九州      | 9    | 14   | 6    | 2    | 1    | 21   | 9    | +12  | 2位  | 地区予選敗退 |            |
| 1990 | 九州      | 9    | 6    | 3    | 0    | 6    | 13   | 16   | -3   | 6位  | 地区予選敗退 |            |
| 1991 | 九州      | 20   | 50   | 16   | 2    | 2    | 54   | 14   | +40  | 優勝 | 地区予選敗退 |            |
| 1992 | 九州      | 18   | 40   | 12   | 4    | 2    | 53   | 14   | +39  | 2位  | 地区予選敗退 |            |
| 1993 | 九州      | 18   | 38   | 12   | 2    | 4    | 43   | 14   | +29  | 3位  | 地区予選敗退 |            |
| 1994 | 九州      | 18   | 47   | 15   | 2    | 1    | 51   | 13   | +38  | 優勝 | 地区予選敗退 |            |
| 1995 | 九州      | 18   | 30   | 9    | 1,1  | 7    | 34   | 22   | +12  | 4位  | 地区予選敗退 |            |
| 1996 | 九州      | 16   | 37   | 12   | 0,1  | 3    | 35   | 10   | +25  | 優勝 | 県予選敗退   |            |
| 1997 | 九州      | 18   | 44   | 13   | 1,3  | 1    | 60   | 12   | +48  | 優勝 | 県予選敗退   |            |
| 1998 | 九州      | 18   | 30   | 8    | 2,2  | 6    | 35   | 25   | +10  | 4位  | 県予選敗退   |            |
| 1999 | 九州      | 18   | 40   | 12   | 1,2  | 3    | 52   | 17   | +35  | 優勝 | 県予選敗退   |            |
| 2000 | 九州      | 18   | 39   | 11   | 3,0  | 4    | 47   | 18   | +29  | 優勝 | 1回戦敗退    | 河野忍     |
| 2001 | JFL       | 30   | 37   | 10   | 7    | 13   | 55   | 62   | -7   | 8位  | 2回戦敗退    | 河野忍     |
| 2002 | JFL       | 17   | 11   | 2    | 5    | 10   | 13   | 31   | -18  | 17位 | 2回戦敗退    | 河野忍     |
| 2003 | 九州      | 22   | 41   | 11   | 3,2  | 6    | 47   | 35   | +12  | 5位  | 1回戦敗退    | 河野忍     |
| 2004 | 九州      | 18   | 31   | 10   | 0,1  | 7    | 63   | 38   | +25  | 4位  | 3回戦敗退    | 中尾太三郎 |

- ※注：引分項目内の数字で (x,y) 表示されているものはPK戦での勝敗数（x=PK勝、y=PK負）。その際の勝利敗戦はともに90分間での勝敗数。

## タイトル

### リーグ戦
- 九州サッカーリーグ
  - 優勝（6回）：1991年（第19回）、1994年（第22回）、1996年（第24回）、1997年（第25回）、1999年（第27回）、2000年（第28回）
  - 2位（2回）：1989年（第17回）、1992年（第20回）
  - 3位（1回）：1993年（第21回）
- 熊本県サッカーリーグ1部
  - 優勝（1回）：1982年

### その他の大会
- NHK杯熊本県サッカー選手権大会（兼天皇杯全日本サッカー選手権大会熊本県予選）
  - 優勝（5回）：2000年（第4回）、2001年（第5回）、2002年（第6回）、2003年（第7回）、2004年（第8回）
  - 準優勝（4回）：1996年、1997年（第1回）、1998年（第2回）、1999年（第3回）
- 全国地域サッカーリーグ決勝大会
  - 3位（1回）：2000年（第24回）：JFL昇格
  - 4位：1998年（第22回）
  - 予選リーグ敗退：1991年（第15回）、1994年（第18回）、1996年（第20回）、1997年（第21回）、1999年（第23回）
- 全国社会人サッカー選手権大会
  - 優勝（1回）：1998年（第34回）
- 九州各県リーグ決勝大会 
  - 優勝（1回）：1982年（第6回）
- 熊本県選抜サッカー選手権大会（KKTカップ）
  - 優勝：2001年（第8回）、2002年（第9回）、2004年（第11回）
  - 準優勝：2003年（第10回）

## 年度別入場者数
- スタジアム略称は以下の通り
  - 水前寺：熊本市水前寺競技場
  - 大津：大津町運動公園球技場
  - 八代：八代運動公園陸上競技場
  - 熊本県民：熊本県民総合運動公園陸上競技場
- 入場者数の太字は歴代最多および歴代最少。

| 年度 | 所属 | 合計 入場者数 |          | 最多入場者数 | 最多入場者数 | 最多入場者数 |        | 最少入場者数 | 最少入場者数 | 最少入場者数 |                       | 平均 入場者数 | 試合数 | ホームゲーム 開催スタジアム       |
| 年度 | 所属 | 合計 入場者数 | 入場者数 | 相手         | 会場         | 入場者数     | 相手   | 会場         |              |              |                       | 平均 入場者数 | 試合数 | ホームゲーム 開催スタジアム       |
| ---- | ---- | ------------- | -------- | ------------ | ------------ | ------------ | ------ | ------------ | ------------ | ------------ | --------------------- | ------------- | ------ | --------------------------------- |
| 2001 | JFL  | 10,394        |          | 1,378        | 静産大       | 水前寺       |        | 324          | SC鳥取       | 大津         |                       | 693           | 15     | 水前寺10、大津3、八代1、熊本県民1 |
| 2002 | JFL  | 6,049         | 863      | FC京都       | 八代         | 412          | 愛媛FC | 水前寺       | 673          | 9            | 水前寺7、大津1、八代1 |               |        |                                   |

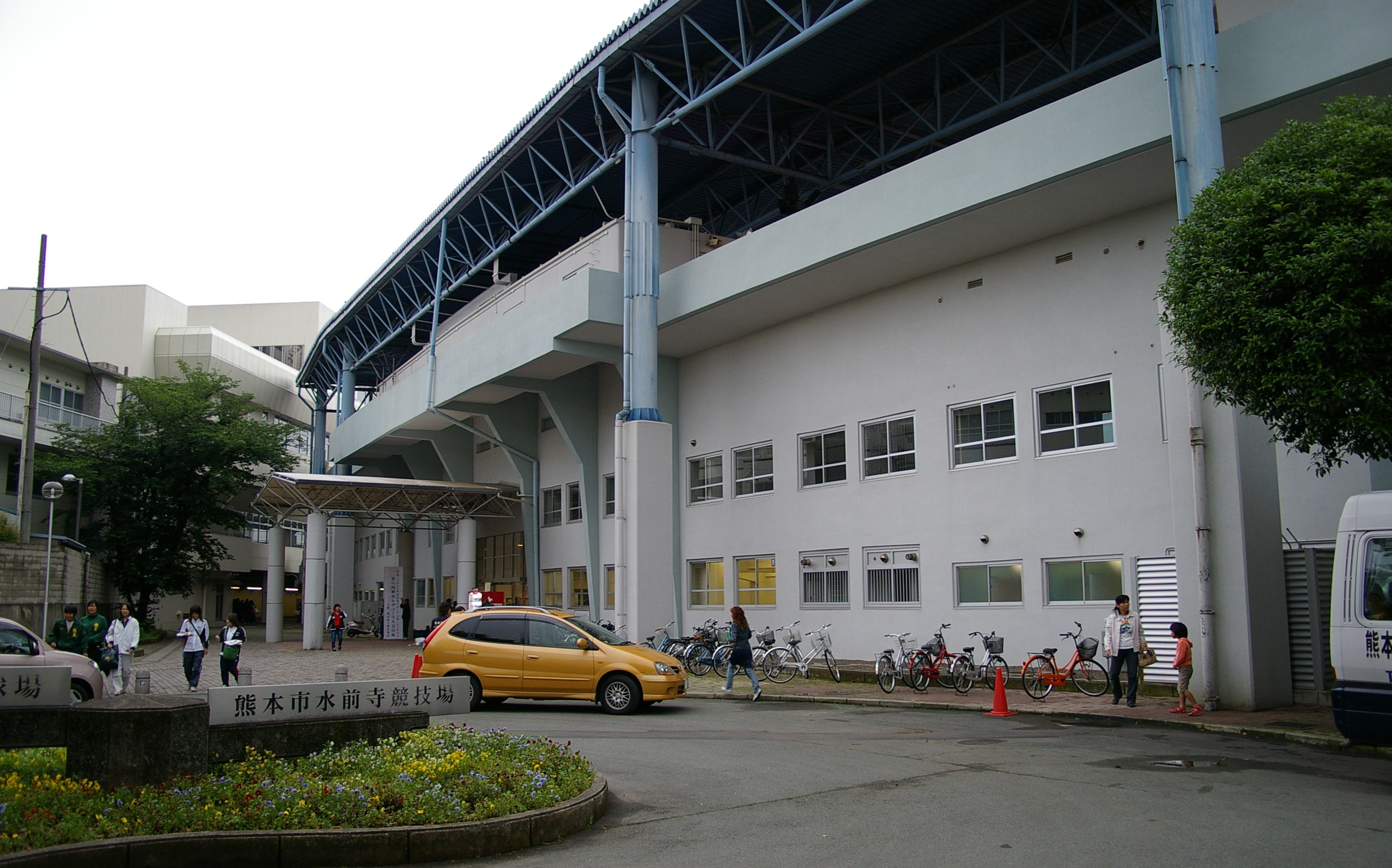
熊本市水前寺競技場
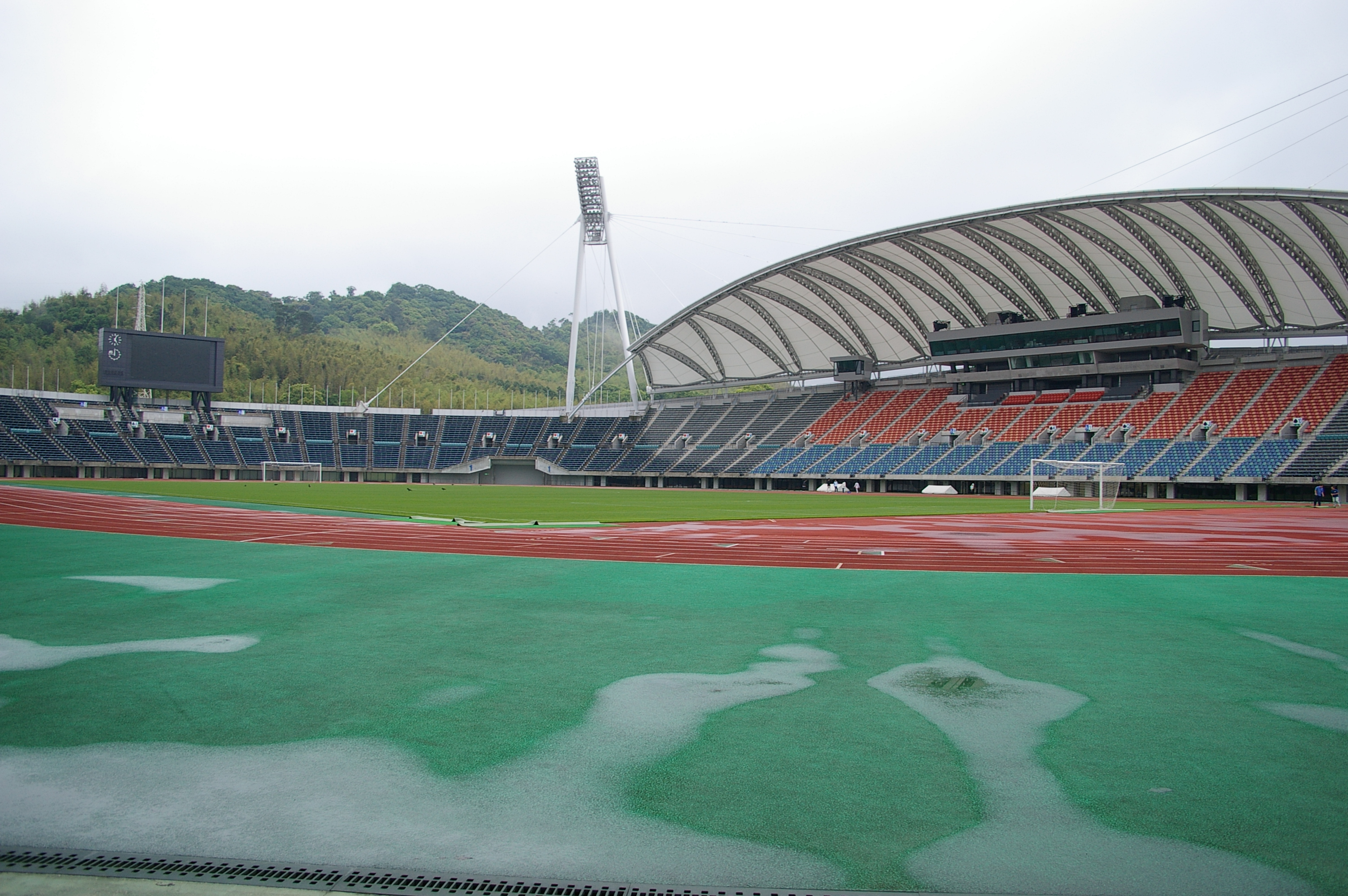
熊本県民総合運動公園陸上競技場